# Keith Duffy
Keith Duffy (ur. 1 października 1974) – irlandzki piosenkarz, członek irlandzkiego boysbandu Boyzone.
W czerwcu 1998 roku Keith wziął ślub z Lisą Smith. Ma dwójkę dzieci, chłopiec Jordan (ur. 22 kwietnia 1996) i córka Mia (ur. 11 marca 2000).